# Cynosurus peltieri
Cynosurus peltieri är en gräsart som beskrevs av René Charles Maire. Cynosurus peltieri ingår i släktet kamäxingar, och familjen gräs.
Artens utbredningsområde är Algeriet. Inga underarter finns listade i Catalogue of Life.